# Jackie Selebi
Jacob Sello Selebi dit Jackie Selebi (né le 7 mars 1950 à Johannesbourg et mort le 23 janvier 2015 à Pretoria) est l'ancien commissaire national de la police sud-africaine (South African Police Service), et un ancien président d'Interpol. En janvier 2008, Selebi a été mis en congé de longue durée de commissaire de la police nationale, et a démissionné comme président d'Interpol, après avoir été accusé de corruption dans son pays natal, l'Afrique du Sud. Il a été remplacé en tant que commissaire national en juillet 2009 par Bheki Cele. Selebi a été reconnu coupable de corruption, le 2 juillet 2010 et condamné à 15 ans de prison le 3 août 2010. Son appel contre sa condamnation a été infirmé par la Cour suprême d'appel le 2 décembre 2011, après que le tribunal a statué à l'unanimité contre lui.

## Biographie
Selebi était un représentant de la Fédération mondiale de la jeunesse démocratique de l'Union soviétique à Budapest, en Hongrie, de 1983 à 1987.
En 1987, il a été élu à la tête de la Ligue de la jeunesse du Congrès national africain (ANC) en exil en Zambie. Dans la même année, il a été nommé au Comité exécutif national de l'ANC.
En 1991, il a été chargé pour le rapatriement des exilés de l'ANC de retour en Afrique du Sud, et a été nommé à la tête du Département de la protection de l'ANC en 1993.
En 1994, il a été élu en tant que membre du Parlement pour l'ANC.
De 1995 à 1998, Selebi servit comme ambassadeur sud-africain et représentant permanent auprès de l'Organisation des Nations unies.
En 1998, il a été nommé Directeur général du Ministère des Affaires étrangères, Pretoria, un poste qu'il a occupé jusqu'en 1999.
En 1998, Selebi a reçu un prix des droits humains du Service international pour les droits de l'homme,
.
En 2000, il a été fait commissaire national de la police sud-africaine, un poste qu'il a occupé jusqu'en 2009.
Pendant ce temps, Selebi a été élu vice-président d'Interpol (région de l'Afrique) en 2002, comme poste qu'il occupe jusqu'en 2004.
En 2004, Selebi a été élu en tant que président d'Interpol, un poste qu'il a occupé jusqu'en 2008.
Durant cette période à Interpol, Selebi a également été président de la Conférence anti-mines d'Oslo (Norvège); président de la Justice, la prévention du crime et de sécurité du cluster, et le président - Droits de l'Homme de la Commission, des Nations unies, 54e session .
Il a démissionné à la fois de la police nationale et de la présidence d'Interpol en 2008, lorsque des accusations de corruption ont été portées contre lui.

## Controverses

### Réponse à taux de criminalité
En 2007, Selebi a été fortement critiqué pour répondre à l'inquiétude dans le pays par rapport à la hausse du taux de criminalité en Afrique du Sud avec la mention «Pourquoi tout ce tapage au sujet de la criminalité?" 

### Sur la prostitution et l'alcool
En mars de la même année, Selebi a également été critiqué pour sa suggestion de légaliser la prostitution et la consommation publique d'alcool pour la durée de la Coupe du Monde de Football 2010 qui se tiendra en Afrique du Sud. Partis politiques d'opposition et Médecins pour la vie internationale ont exprimé leur consternation à la recommandation de Selebi et a appelé le Parlement à ne pas légaliser la prostitution ou l'alcoolisation publique,.

### L'amitié avec le seigneur de la drogue
Selebi a admis être ami avec Glenn Agliotti, qui est suspecté dans l'assassinat de Brett Kebble, et aurait été impliqué dans une transaction de drogue et le crime organisé à grande échelle.
Bien qu'il fût chef de la police à l'époque, Selebi a affirmé qu'il ne savait pas que son ami était impliqué dans le crime.

## Arrestation sur des accusations de corruption
Le 10 septembre 2007, l'Autorité nationale engage des poursuites et délivre un mandat d'arrestation pour Selebi pour corruption politique, fraude, racket et entrave à la justice.

### Suspension
Le 12 janvier 2008, le Président Thabo Mbeki suspend Selebi via un « congé de longue durée » et nomme Timothy Charles Williams comme commissaire par intérim de la police nationale.
Le 13 janvier, Interpol annonce que Selebi avait démissionné comme président de l'organisation pour lutter contre les allégations de corruption,.

## Procès pour corruption
Après plusieurs reports, le procès Selebi va véritablement commencer le 8 avril 2010, près de deux ans après que les accusations ont d'abord été portées.

### Preuve devant un tribunal
Au cours du procès, Glenn Agliotti a déclaré au tribunal qu'il avait payé à Selebi plus de 1,2 million rand (157 000 $; £ 98 000) en pots de vin depuis 2000.
Agliotti a témoigné qu'il avait remis en espèces, en fourrures et sacs à main pour femme acheté Selebi.
Agliotti a dit qu'il avait d'abord rencontré Selebi en 1990, quand il a d'abord demandé de l'argent pour payer des frais médicaux.
« Au début, je payais avec mon propre argent je le mettais dans une enveloppe. C'était de petites quantités -.. 5 000, 10 000 rands », a témoigné Agliotti.
Deux paiements ultérieurs, Agliotti a continué, se montaient respectivement à 120 000 rands et 200 000 rands.
Agliotti en outre témoigné que lui et Selebi faisaient du shopping ensemble dans les centres commerciaux haut de gamme de Johannesbourg, où tous les achats étaient imputés au compte d'Agliotti.
« Quand j'ai rencontré l'accusé, j'ai bien aimé le shopping et c'est ce qu'il fit. Lui étant mon ami, je serait de charger de régler les agents de boutique et de mettre tous les vêtements sur mon compte », a témoigné Agliotti.
« Pour l'anniversaire de l'épouse de l'accusé, je voulais lui acheter un sac Louis Vuitton de Sandton ... un brevet un rouge [que] le coût 10 000 rands. Femme [l'accusé] est venu avec moi », a-t-il dit.
Dans un autre témoignage, Agliotti a dit qu'il avait été un intermédiaire entre Selebi et l'exploitation minière du magnat Brett Kebble, qui voulait que Selebi arrête une enquête sur son entreprise et qui avait des lourdes accusations contre son père Roger.

## Condamnation
Selebi a été reconnu coupable de corruption, le 2 juillet 2010, mais non coupable des charges supplémentaires de pervertir le cours de la justice.
Le juge Meyer Joffe a rejeté l'argument de la défense et a déclaré les procureurs avaient prouvé que Selebi avait reçu de l'argent Agliotti.
« Eu égard à la mauvaise qualité de la preuve de l'accusé, le déni de l'accusé de réception du paiement n'est pas vraisemblable », a déclaré le juge Joffe.
En outre, le juge Joffe a constaté que Selebi avait montré "un mépris total pour la vérité", y compris accusant faussement un témoin de mentir au cours du procès.
« Il n'est jamais agréable de faire une crédibilité conclusion défavorable d'un témoin. Il stigmatise le témoin comme un menteur, une personne de la fibre morale de faible. Il s'agit d'une stigmatisation qui reste à jamais. Il est d'autant plus désagréable de faire une telle conclusion à l'encontre la personne à la tête de SAPS », a dit le juge Joffe, en ajoutant que Selebi avait une faible teneur en fibres morale et ne peut être invoquée.
Selebi a été prévu pour être condamné, le 15 juillet, mais la non-disponibilité de témoins de moralité causé un report à 2 août 2010.
Il a été condamné à 15 ans de prison le 3 août 2010.
Selebi a été publié sur la R20 000 (2 746 $) en liberté sous caution, tandis que ses avocats de préparer un appel. Ce processus est susceptible de prendre entre huit mois et un an pour terminer .